# Theodora Elisabeth Wolterbeek Muller
Theodora Elisabeth Wolterbeek Muller (Den Haag, 3 oktober 1876 – Zeist, 5 januari 1945) was een schilderes, etser en tekenares. Ze schilderde in een impressionistische stijl.

## Biografie
Theodora Elisabeth werd geboren op 3 oktober 1876 in Den Haag als dochter van Diederik Gerhard Engelbert Wolterbeek Muller en Joanna Jacoba Sara Stam. 
Haar vader, geboren op 24 november 1836, bracht het tot kapitein-ter-zee en was een zoon van Dirk Gerhardus Muller (1796-1866), secretaris-generaal bij de Marine tussen 1851 en 1861, en Isabella Paulina Wolterbeek. Het was Dirk die zijn achternaam wijzigde van Muller naar Wolterbeek Muller.
Haar moeder was een dochter van Johannes Stam (1845-1886), inspecteur-generaal van de Registratie, en Susanna Catharina Bouvier. Haar ouders trouwden op 20 mei 1868 te Den Haag. Haar moeder overleed op 28 januari 1886 in 's-Gravenhage toen Theodora Elisabeth 9 jaar oud was. 
Waarschijnlijk is Theodora Elisabeth genoemd naar de jongere zus van haar moeder (geboren 24 december 1847) die in 1869 haar oom en predikant Willem Laurens Carel Wolterbeek Muller (1842-1884) huwde.
Theodora Elisabeth studeerde aan de Academie van Beeldende Kunsten  in Den Haag. Zij studeerde bij Jan van Vuuren, Franz Deutmann, Baruch Lopes de Leao Laguna en Jacob Ritsema.
Na haar jeugd doorgebracht te hebben in Den Haag, woonde Theodora Elisabeth in ieder geval in de periode 1900-1913 wisselend in Den Haag, Amsterdam en Laren. Vanaf 1908 staat zij in het bevolkingsregister van Amsterdam te boek als 'schilderes'. In 1909 werd zij ingeschreven bij de Vereeniging Sint Lucas in Amsterdam en in 1911 bij de Maatschappij Arti et Amicitiae Amsterdam. In de tentoonstellingen van de Vereeniging Sint Lucas presenteerde zij in de periode 1907-1911 elk jaar een eigen werk, in de laatste twee jaren twee werken. Dit waren: Aan het spinnewiel (1907), Bloemen (1908), Stilleven (1909), Cyneraria's en Bloemen (1910), Stilleven en  Witte Chrysanten (1911).
In 1913 participeerde zij in de tentoonstelling De Vrouw 1813-1913 in de afdeling Beeldende Kunsten.
Theodora Elisabeth overleed ongehuwd op 68-jarige leeftijd in Zeist op 5 januari 1945, wonend in Dordrecht. Haar zus Jacoba (1883-1948) woonde daar eveneens, samen met haar man Hendrik Hijmans (1879-1979).

## Werk
Theodora Elisabeth schilderde en tekende in een impressionistische stijl. Haar specialisatie betrof portretten. Zij signeerde haar werken als E. Muller.

## Trivia
Haar broer, kapitein-ter-zee Johannes Wolterbeek Muller (1870-1934) werd in 1925 door Jozef Israëls geportretteerd.